# Benny Juhlin
Benny Juhlin (9. september 1925 i København – 7. januar 2010) var en dansk skuespiller.
Juhlin var oprindeligt uddannet smed og lærer, men fik smag for skuespillet efter at have medvirket i spillefilmen Jeg elsker en anden i 1946. Han blev først elev hos Blanche Funch og blev uddannet skuespiller fra Det Kongelige Teaters elevskole i 1953. Derefter kom han til Aarhus Teater, hvor han debuterede som Fortinbras i Hamlet. Senere fik han roller ved Det Danske Teater, i Ungdommens Teater, på Hvidovre Teater og på Scala. Han drev sit eget teater, Intim-Scenen, i 1957. Juhlins sidste rolle var i Mord i mørket i 1986.
Skrev iøvrigt en bog om modelflyvning, som blev udgivet af forlaget Politiken[kilde mangler]. 
Han er begravet på Brønshøj Kirkegård.

## Filmografi
- Jeg elsker en anden (1946)
- Far til fire i byen (1956)
- Tag til marked i Fjordby (1957)
- Reptilicus (1961)
- Støv for alle pengene (1963)
- Dronningens vagtmester (1963)
- Nu stiger den (1966)
- Jeg - en elsker (1966)
- Mig og min lillebror (1967)
- Mennesker mødes og sød musik opstår i hjertet (1967)
- Min søsters børn vælter byen (1968)
- Det var en lørdag aften (1968)
- Ta' lidt solskin (1969)
- Mazurka på sengekanten (1970)
- Romantik på sengekanten (1973)
- Lille spejl (1978)
- Mord i mørket (1986)

### Tv-serier
- En by i Provinsen (1977-1980)
- Matador (1978-1981)